# Chiesa di Santa Maria Regina Pacis (Roma)

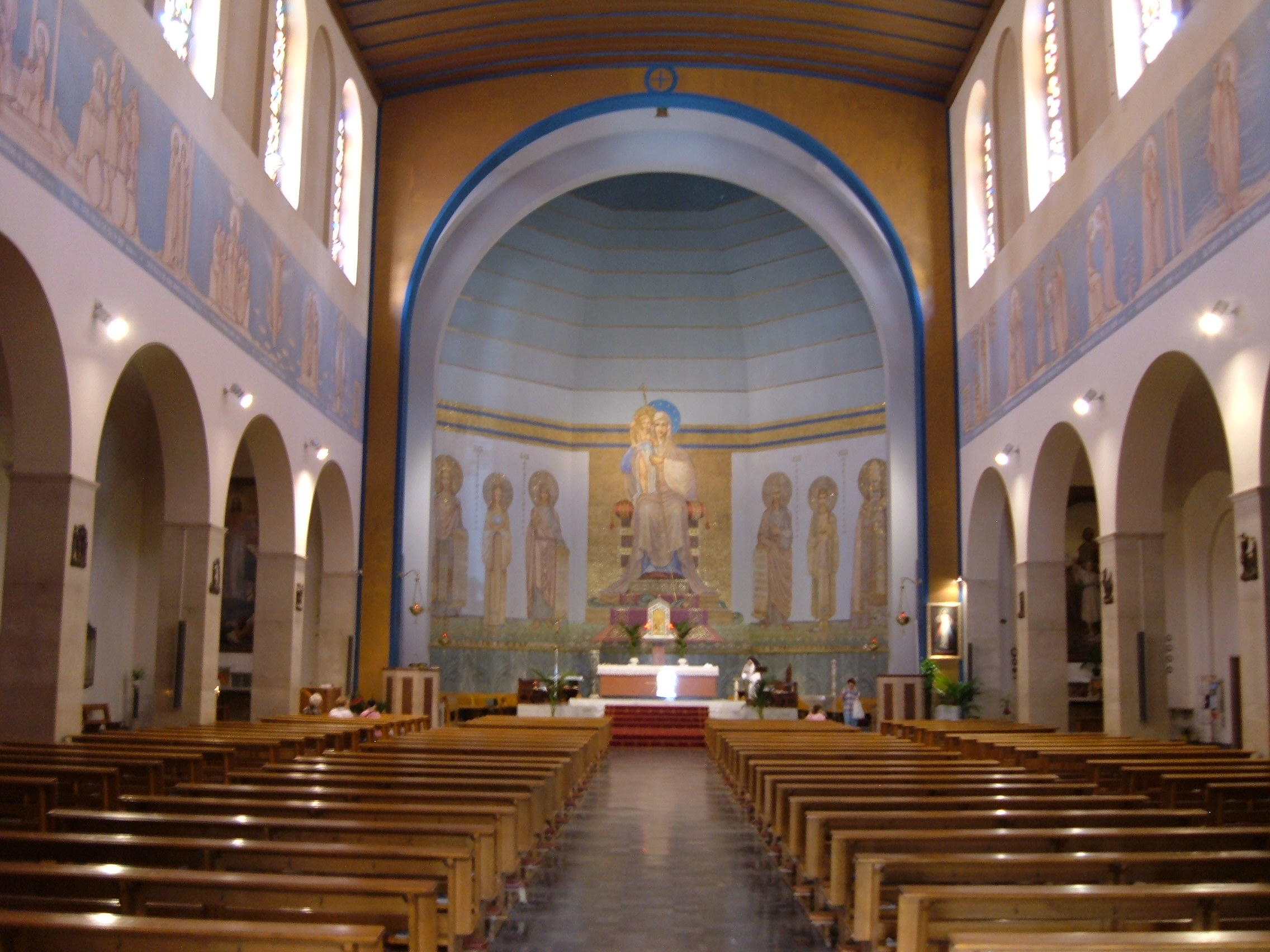
Interno della chiesa

La chiesa di Santa Maria Regina Pacis è una chiesa di Roma, nel quartiere Gianicolense, in via Anton Giulio Barrili.

## Storia e descrizione
Nel 1925 iniziarono i lavori per la costruzione di una chiesa in stile romanico di cui fu realizzata solo la cripta, inaugurata il 6 dicembre 1931.
La chiesa attuale, progettata dall'architetto Tullio Rossi e costruita a partire dal 1940, è stata consacrata l'11 aprile 1942. La facciata, preceduta da un portico chiuso dalle cancellate in ferro recuperate dalla chiesa di Santa Maria delle Grazie a Porta Angelica, demolita nel 1939, è in mattoni a vista; vi è presente la scritta dedicatoria in latino: Mariae Immaculatae Reginae Pacis A.D. MCMXLII; la facciata è affiancata da un alto campanile.
All'interno, la chiesa si presenta a tre navate, separate da alti pilastri arcuati. Essa è dominata dal grande mosaico dell'abside, che ritrae La Vergine seduta in trono con Bambino e Santi, opera di Odoardo Anselmi. Le due navate laterali terminano con opere di Cleto Luzzi del 1944: essa raffigurano la Trasfigurazione e un San Giuseppe con bambino. Nelle pareti della navata centrale, sotto le grandi finestre a vetri policromi, vi sono affreschi che raffigurano episodi evangelici in cui appare Maria.
La chiesa è sede della parrocchia omonima, istituita da Pio XI il 25 marzo 1932 con la costituzione apostolica “Iam pridem”, essa è affidata ai Canonici Regolari dell'Immacolata Concezione. Alla chiesa è legato il titolo cardinalizio di “Santa Maria Regina Pacis a Monte Verde”, istituito da Paolo VI il 30 aprile 1969.